# Lisa Fischer
Lisa Fischer (Nova Iorque, Nova Iorque, Estados Unidos em 1 de dezembro de 1958) é uma cantora, compositora e vocalista americana. Ela ficou famosa em 1991 com o álbum de estréia dela, So Intense, que conquistou um Grammy Award–ganhando pelo hit "How Can I Ease the Pain". Conhecida pela sua grande extensão e alcance vocal, Lisa tem sido reconhecida como um dos maiores vocalistas de sucesso da era. Ela foi cantora de apoio para uma série de artistas famosos, incluindo Luther Vandross e Tina Turner, e excursionou com The Rolling Stones desde 1989 até 2016, onde sua popularidade com os fãs a trouxe para um dueto rotineiramente com Mick Jagger em várias músicas ao executar no palco.

## Discografia

### Álbuns solo
- 1991: So Intense

### Singles
| Ano  | Título                                                                              | EUA | EUA R&B | EUA Dance | Album                                      |
| ---- | ----------------------------------------------------------------------------------- | --- | ------- | --------- | ------------------------------------------ |
| 1990 | "Glad to Be Alive"                                                                  | -   | 31      | -         | The Adventures of Ford Fairlane soundtrack |
| 1991 | "How Can I Ease the Pain"                                                           | 11  | 1       | -         | So Intense                                 |
| 1991 | "Save Me"                                                                           | 74  | 7       | 2         | So Intense                                 |
| 1992 | "So Intense"                                                                        | -   | 15      | -         | So Intense                                 |
| 1993 | "Colors of Love"                                                                    | -   | 18      | -         | Made in America OST                        |
| 2000 | "Didn't I (Blow Your Mind This Time)" (with Norman Connors)                         | -   | -       | -         | Eternity                                   |
| 2004 | "(Why Should I) Think About the Rain" (with Dutch/The Scumfrog)                     | -   | -       | -         | -                                          |
| 2008 | "Into My Life (You Brought the Sunshine)" (with Elements of Life and Cindy Mizelle) | -   | -       | -         | -                                          |
| 2009 | "Human Beings"                                                                      | -   | -       | -         | -                                          |
| 2010 | "Love Will Know" (with Elements of Life)                                            | -   | -       | -         | -                                          |

### Aparições em trilhas sonoras
- 1990: The Adventures of Ford Fairlane
- 1992: Home Alone 2: Lost in New York
- 1993: Made in America
- 1993: That Night
- 1998: Melrose Place Jazz
- 2013: 20 Feet From Stardom

### Album/DVD/single appearances
- 1985: Luther Vandross- The Night I Fell in Love
- 1986: Bob James - Obsession
- 1989: The Rolling Stones- Mixed Emotions (single)
- 1989: The Rolling Stones- Rock And A Hard Place (single)
- 1989: The Rolling Stones- Terrifying (single)
- 1989: The Rolling Stones- Steel Wheels (álbum)
- 1989: The Rolling Stones- Another Side Of Steel Wheels (álbum, CBS/Sony Japan)
- 1990: The Rolling Stones- Almost Hear You Sigh (single)
- 1990: Sam Riney - Playing With Fire (álbum)
- 1991: The Rolling Stones- Flashpoint (álbum)
- 1991: The Rolling Stones- Ruby Tuesday (live) (Maxi single)
- 1991: The Rolling Stones- Ruby Tuesday/Harlem Shuffle (live) (single)
- 1993: The Rolling Stones- Jump Back (álbum)
- 1994: The Rolling Stones- Live Voodoo Lounge - Live New Jersey, August 14, 1994 (Tour souvenir video)
- 1995: The Rolling Stones- Voodoo Lounge - Live Miami, November 25, 1994 (DVD/Video)
- 1995: The Rolling Stones- I Go Wild (single) backing vocals: live track
- 1995: The Rolling Stones- Like A Rolling Stone (single)
- 1995: The Rolling Stones- Stripped (álbum)
- 1995: The Rolling Stones- Voodoo Lounge CD Rom - Co-Starring: Lisa Fischer (CD Rom game)
- 1996: The Rolling Stones- Wild Horses (Maxi single) backing vocals: live tracks
- 1996: Luther Vandross- Your Secret Love
- 1996: Nicklebag- 12 Hits And A Bump (álbum)
- 1997: Grover Washington, Jr.- Breath of Heaven: A Holiday Collection
- 1997: Lee Ritenour- This Is Love (álbum)
- 1997: Nicklebag- Mas Feedback (álbum)
- 1997: The Rolling Stones- Saint Of Me (CD-single) Incl. Gimme Shelter (live Amsterdam, 1995) Vocals: Lisa Fischer
- 1998: The Rolling Stones- No Security (álbum)
- 1999: The Rolling Stones- Bridges To Babylon Tour 97-98 (DVD/Video)
- 2000: Various Artists - A Love Affair: The Music of Ivan Lins[2]
- 2001: Tina Turner- One Last Time Live In Concert - Live London, 2000 (DVD)
- 2002: The Rolling Stones- Forty Licks (álbum)
- 2003: The Rolling Stones-  Four Flicks - Live 2002/2003 Tour (4DVD)
- 2004: Chuck Leavell- What's In That Bag? (álbum)
- 2004: The Rolling Stones- Live Licks (álbum)
- 2004: Toronto Rocks (DVD)
- 2005: Tim Ries- The Rolling Stones Project (álbum)
- 2005: The Rolling Stones- Rarities 1971-2003 (álbum)
- 2006: Bernard Fowler- Friends With Privileges (Super Áudio CD, Village Records Inc., Japão)
- 2006: Bernard Fowler- Friends With Privileges (álbum)
- 2006: The Rolling Stones- Biggest Mistake (single) backing vocals: 2 live tracks
- 2007: The Rolling Stones- The Biggest Bang - Live 2005/2006 Tour (4DVD)
- 2008: Aretha Franklin- This Christmas, Aretha (álbum)
- 2008: Tim Ries - Stones World (álbum)
- 2008: The Rolling Stones- Shine A Light (álbum)
- 2008: The Rolling Stones- Shine A Light (DVD)
- 2009: Tina Turner- Tina Live - Live Arnhem, March 21, 2009 (DVD/CD)
- 2009: Sting- If on a Winter's Night
- 2009: Sting- A Winter's Night Live from Durham Cathedral (DVD)
- 2010: Bobby McFerrin- VOCAbuLarieS
- 2010: The Rolling Stones- Exile on Main St. (remastered, backing vocals: CD2, bonus tracks) (álbum)
- 2010: The Rolling Stones- Exile On Main St. Rarities edition (álbum, USA release)
- 2010: The Rolling Stones- Plunded My Soul (Record Store Day single)
- 2010: Wingless Angels- Volumes I & II (álbum)
- 2011: Linda Chorney - Emotional Jukebox
- 2011: The Rolling Stones- Singles Box Set (1971-2006) Box Set Limited Edition 45CD's
- 2012: The Rolling Stones- Live at the Tokyo Dome (a digital official download through Google Music)
- 2012: The Rolling Stones- Light the Fuse (a digital official download through Google Music)
- 2012: The Rolling Stones- GRRR! (álbum)
- 2013: 121212 The Concert For Sandy Relief (álbum)
- 2013: 121212 The Concert For Sandy Relief (DVD)
- 2013: 20 Feet From Stardom, music from the motion picture (álbum)
- 2013: 20 Feet From Stardom (DVD)
- 2013: The Rolling Stones- Sweet Summer Sun (álbum)
- 2013: The Rolling Stones- Sweet Summer Sun (DVD)
- 2014: Billy Childs- Map to the Treasure: Reimagining Laura Nyro (álbum)
- 2015: Bernard Fowler- (novo álbum) não lançado

## Turnês
- 1989: Steel Wheels Tour - The Rolling Stones
- 1994/1995: Voodoo Lounge Tour - The Rolling Stones
- 1997/1998: Bridges to Babylon Tour - The Rolling Stones
- 1999: No Security Tour - The Rolling Stones
- 2003: A Twist of Motown- Various Artists
- 2000: Twenty Four Seven Tour - Tina Turner
- 2002/2003: Licks Tour - The Rolling Stones
- 2005/2006: A Bigger Bang Tour - The Rolling Stones
- 2008: Tina: Live in Concert Tour - Tina Turner
- Every Luther Vandross tour until his death including Luther, Live!.
- 2011: Chris Botti Tour 2011
- 2012/2013: 50 and Counting Tour - The Rolling Stones
- 2013: Tension 2013 - Nine Inch Nails
- 2014: 14 On Fire - The Rolling Stones

## Prêmios e nomeações
| Ano  | Prêmio                                                                                         |
| ---- | ---------------------------------------------------------------------------------------------- |
| 1992 | Soul Train Music Award for Best New Artist (Nomeado)                                           |
| 1992 | Soul Train Music Award for Best R&B/Soul Single - Female for "How Can I Ease the Pain" (Ganou) |
| 1992 | Soul Train Music Award para Best R&B/Soul Album - Female por "So Intense" (Nomeado)            |
| 1992 | Grammy Award para Best Female R&B Vocal Performance por "How Can I Ease the Pain" (Ganhou)     |
| 1992 | Grammy Award para Best R&B Song por "How Can I Ease the Pain" (Nominated)                      |

## Filmografia
| Ano  | Filme                | Papel   |
| ---- | -------------------- | ------- |
| 2013 | 20 Feet from Stardom | Herself |